# Robert J. Flaherty
Robert Joseph Flaherty (Iron Mountain, 16 febbraio 1884 – Dummerston, 23 luglio 1951) è stato un regista statunitense, pioniere e maestro del documentario, specialmente di quello dedicato a paesi esotici o ai margini delle civiltà.
Fu anche il primo assertore di un "cinema verità" che non rinuncia alla ricostruzione poetica del reale. Tutta la sua opera si è incentrata sul rapporto dialettico e drammatico fra l'uomo e la natura.

## Biografia
Nato a Iron Mountain da una famiglia di origine irlandese, il suo incontro con il cinema fu occasionale: dopo aver studiato mineralogia, nel 1910 esplorò il Labrador per conto del Governo canadese e impiegò la macchina da presa per fermare alcuni "appunti visivi" sulla vita quotidiana degli eschimesi. Da questa e dalle successive esplorazioni, Flaherty trasse il materiale per i documentari Eskimo (1918) e Nanuk l'esquimese (Nanook of the North, 1922) che ebbero enorme successo.
Seguirono i documentari sulla vita dei polinesiani di Samoa in Moana o l'Ultimo Eden (1926); degli operai inglesi in Inghilterra rurale (1932), degli abitanti dell'isola irlandese di Aran (L'uomo di Aran, 1934, che fu premiato con il Leone d'oro al miglior film straniero alla Mostra del Cinema di Venezia); degli agricoltori americani in La terra (1942); delle popolazioni del profondo Sud in La storia della Louisiana (Louisiana Story) (1948), candidato all'Oscar 1949 per il miglior soggetto.
Collaborò con tre importanti registi, ma ne uscì sempre deluso: con W. S. Van Dyke per Ombre bianche (1928), con Friedrich Wilhelm Murnau per Tabù (1931) e con Zoltán Korda per La danza degli elefanti (1937).

## Stile

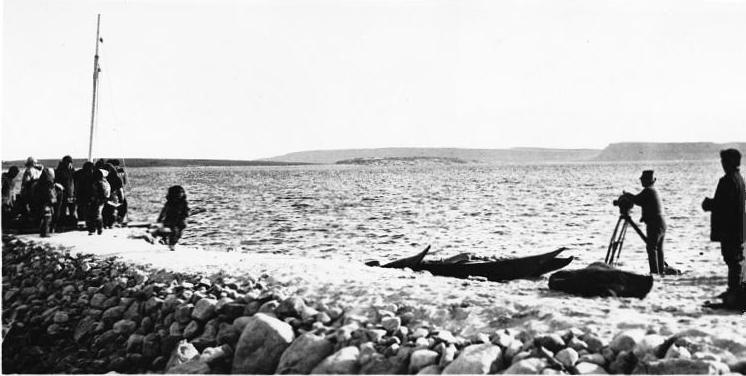
Robert Flaherty a Port Harrison QC, nel 1920-21

Robert J. Flaherty è considerato uno dei più grandi esponenti del genere cinematografico documentaristico. Il suo lavoro più importante ad oggi noto, "Nanook of the North", datato 1922, mette in luce molto riguardo al suo stile: il regista, dopo aver perso tutto il materiale precedentemente raccolto e volto alla realizzazione di quello che viene considerato il suo primo lungometraggio, "Eskimo" (1918), intraprende un secondo lavoro con il popolo Inuit, opera che sarebbe poi stata elevata a punto focale della nascente pratica dell'Etnografia Visiva. Flaherty basava la sua poetica di regista sull'empatia umana, soleva quindi rappresentare i suoi personaggi in un'ottica drammatica e affettiva, ma allo stesso tempo liberandoli dalla concezione generale del mondo occidentale del periodo, la quale era basata sul vittimismo. 
Le tecnologie di ripresa cinematografica del periodo utilizzate da Flaherty furono una cinepresa Akeley e della pellicola pancromatica infiammabile, le quali influirono particolarmente sulla realizzazione del film: in una scena in particolare, durante la costruzione dell'igloo, la famosa costruzione abitativa degli Inuit, il regista si trovò in difficoltà vista la poca manovrabilità della macchina da presa, così chiese alla famiglia di costruire solo metà struttura e posizionò la cinepresa ad una distanza sufficiente da permettere di dare l'illusione allo spettatore di trovarsi all'interno dell'igloo. Questo, benché sia valsa l'apparenza estetica della scena e abbia permesso di girare una comune serata quotidiana della famiglia, gli valse numerose critiche: la scena, benché fosse realistica, presentava un artifizio troppo grande, una manipolazione della realtà.
Flaherty non esclude anche una tecnica che stimola l'etnocentrismo dello spettatore: con la spiccata drammaticità messa in atto mediante l'uso di specifiche didascalie e di musiche adatte, il regista mira a generare un senso di emotività in chi guarda, questo insieme ad una poetica che vede Nanook, il protagonista del lungometraggio, elevarsi a figura eroica del suo popolo. L'uomo viene considerato l'eschimese esemplare, che domina una natura avversa che comanda la vita del suo popolo, e che nonostante le difficoltà riesce a garantire la sopravvivenza di sé e della sua famiglia. Tutto ciò viene costruito mediante la messa in scena della vita manuale dell'inuit. Non è detto però che in quel gruppo culturale l'individualità fosse così tanto enfatizzata, motivo per cui è più riconducibile all'etnocentrismo di Flaherty. Oltretutto, per rendere il film più fruibile ad un pubblico occidentale, il regista manipolò ulteriormente la realtà cercando di nascondere la bigamia di Nanook, importante aspetto culturale che, per etnocentrismo del regista e del pubblico futuro, non venne quasi mostrato.

## Vita privata
L'attrice che interpretava la moglie di Nanuk l'esquimese fu amante di Flaherty. Alla fine delle riprese rimase incinta. Flaherty una volta concluso il film non tornò più a trovarla.

## Filmografia

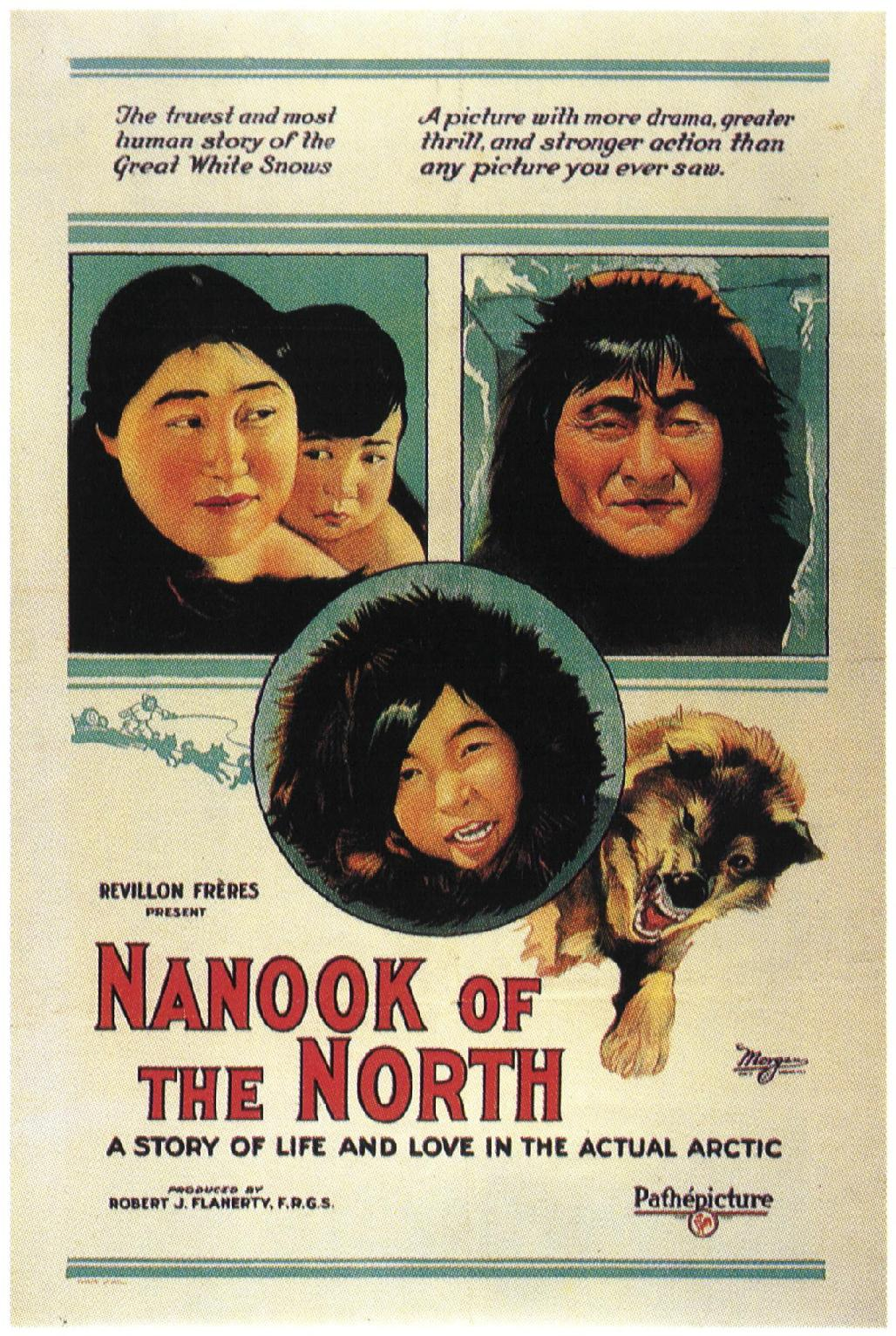
Poster di Nanuk l'esquimese (1922)

### Regista
- Nanuk l'esquimese (Nanook of the North) (1922)
- The Potterymaker (1925)
- L'ultimo Eden (Moana) (1926)
- The Twenty-Four-Dollar Island (1927)
- Ombre bianche (White Shadows in the South Seas) (1928) co-regia con W. S. Van Dyke
- Tabù (Tabu: A Story of the South Seas) (1931) co-regia con Friedrich Wilhelm Murnau
- The Glassmakers of England (1933)
- The English Potter (1933)
- Gran Bretagna industriale (Industrial Britain) (1933)
- Art of the English Crasftsman (1933)
- L'uomo di Aran (Man of Aran) (1934)
- Oidhche Sheanchais (1935)
- La danza degli elefanti (Elephant Boy) (1937) co-regia con Zoltán Korda
- La terra (The Land) (1942)
- La storia della Louisiana (Louisiana Story) (1948)
- Il titano, storia di Michelangelo (The Titan: Story of Michelangelo) (1950)

### Sceneggiatore
- Nanuk l'esquimese (Nanook of the North) (1922)
- L'ultimo Eden (Moana) (1926)
- Tabù (Tabu: A Story of the South Seas) di Robert Flaherty e Friedrich Wilhelm Murnau (1931)
- L'uomo di Aran (Man of Aran) (1934)
- The Last Voyage of Captain Grant (1938) (TV)
- La terra (The Land) (1942)
- La storia della Louisiana (Louisiana Story) (1948) co-sceneggiatrice Frances Flaherty: candidati all'Oscar 1949 per il miglior soggetto

### Direttore della fotografia
- Nanuk l'esquimese (Nanook of the North) (1922)
- L'ultimo Eden (Moana) (1926)
- Tabù (Tabu: A Story of the South Seas) di Robert Flaherty e Friedrich Wilhelm Murnau (1931)
- L'uomo di Aran (Man of Aran) (1934)
- La terra (The Land) (1942)
- Preludio alla guerra (Prelude to War) (1943) (non accreditato)

### Produttore
- Nanuk l'esquimese (Nanook of the North) (1922)
- The Twenty-Four-Dollar Island (1927)
- Tabù (Tabu: A Story of the South Seas) di Robert Flaherty e Friedrich Wilhelm Murnau (1931)
- La storia della Louisiana (Louisiana Story) (1948)
- Il titano, storia di Michelangelo (The Titan: Story of Michelangelo) (1950)

### Montatore
- Nanuk l'esquimese (Nanook of the North) (1922)
- L'ultimo Eden (Moana) (1926)
- Passione secondo San Matteo di Ernst Marischka (1949)

### Attore
- The Last Voyage of Captain Grant (1938) (TV)